# Pickwickklubben

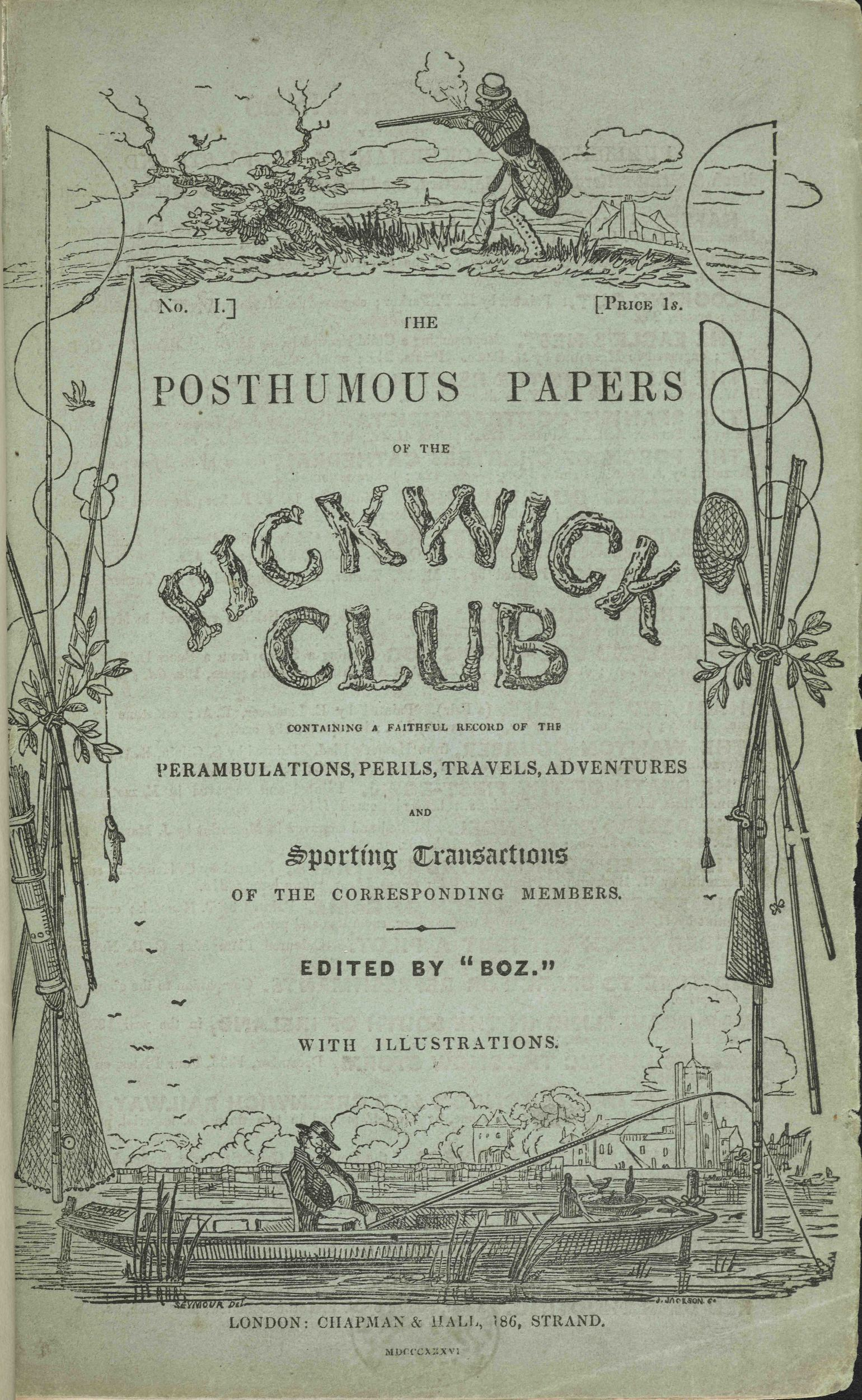
Originalomslaget

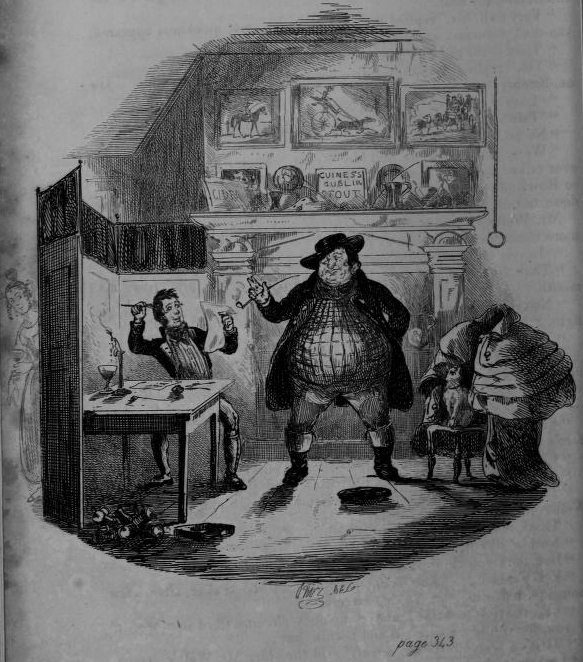
Sam Weller med sin pappa Tony Weller

Pickwickklubben (fullständig titel: Pickwickklubbens efterlämnade papper) är en litterär följetong av författaren Charles Dickens, hans första verk, som publicerades 1836–1837. Det engelska originalets titel är The Posthumous Papers of the Pickwick Club, ofta förkortat till The Pickwick Papers.
Den första delen i följetongen gavs ut 1836, samma år som Dickens gifte sig med Catherine Hogarth. Pickwickklubben var ett rent beställningsjobb från ett förlag, ämnad att användas i ett månadshäfte. 
Utgångspunkten var given av förlaget: Fyra medelålders gentlemän bildar en förening, ägnar sig åt sport, söndagsutflykter till landet och andra saker. Det fanns redan teckningar på huvudpersonerna – främst av illustratören Robert Seymour, men senare även andra – så allt Dickens behövde göra var att ge personerna namn och försätta dem i komiska och/eller pinsamma situationer. 
Efter en trög start blev Pickwickhäfterna enormt populära, och upplagan ökade från 400 till 400 000 exemplar – den dittills största succén i litteraturhistorien. Namnet Pickwickklubben kommer av namnet på en av huvudpersonerna; Samuel Pickwick.

## Handling
Pickwickklubben är en serie löst sammanhängande äventyr. Handlingen utspelar sig åren 1827-1828. Romanens huvudperson, Samuel Pickwick, är en snäll och rik gammal herre, Pickwickklubbens grundare och ständige ordförande. För att utvidga sina undersökningar av det pittoreska och egendomliga i livet föreslår han att han och tre andra "Pickwickians" (Nathaniel Winkle, Augustus Snodgrass och Tracy Tupman) ska resa till platser fjärran London och rapportera om sina fynd till de andra medlemmarna i klubben.
Dessa resor på den engelska landsbygden med vagn är återkommande i handlingen, där beskrivningen av dess gamla landsbygd, färdvägar och färdsätt utgör ett värdefullt tidsdokument. Stora delar av handlingen utspelas dock i London där Samuel Pickwick blir stämd för brutet äktenskapslöfte och hamnar i fängelse, de övriga tre uppvaktar unga damer. Pickwick skaffar sig snart en betjänt som är med om olika äventyr. En annan viktig person är skojaren Alfred Jingle. Den inledande förutsättningen att herrarna ska rapportera om sina resor och äventyr till en klubb tas aldrig upp igen efter kapitel 1.

## Huvudkaraktärer
- Samuel Pickwick, huvudpersonen och grundaren av Pickwickklubben.
- Nathaniel Winkle, en ung vän till Pickwick och hans reskamrat.
- Augustus Snodgrass, en annan ung vän och följeslagare.
- Tracy Tupman, den tredje följeslagaren, en tjock äldre man som trots det anser sig vara en romantisk älskare.
- Sam Weller, Herr Pickwicks betjänt samt en källa till idiosynkratiska ordspråk och råd.
- Tony Weller, Sams far, en pratsam kusk.
- Alfred Jingle, en kringstrykande skådespelare och charlatan, anmärkningsvärd för att han berättar anekdoter i en korthuggen telegramstil.

## Filmatiseringar i urval
- 1913 - en kortfilm med John Bunny som Pickwick och H. P. Owen som Sam Weller
- 1921 - The Adventures of Mr. Pickwick, en stumfilm som gått förlorad, med Frederick Volpe och Hubert Woodward.
- 1952 - Pickwickklubben, med James Hayter, Nigel Patrick, Alexander Gauge och Harry Fowler. Den första ljudfilmsversionen och ännu den enda ljudfilm av denna berättelse som gått upp på biograferna.
- 1985 - Pickwickklubben, BBC:s Tv-serie i 12 delar med Nigel Stock, Alan Parnaby, Clive Swift och Patrick Malahide.